# Umm Mijal
Umm Mijal (arab. أم ميال) – wieś w Syrii, w muhafazie Hama. W 2004 roku liczyła 605 mieszkańców.